# Seth & Fiona
Seth & Fiona was een Nederlandse komedieserie die in 1994 voor het eerst werd uitgezonden door de VARA. Er werden elf afleveringen opgenomen.

## Eerste serie
De serie werd bedacht en geschreven door Paul de Leeuw, die een alternatieve komedieserie wilde maken. Zijn plan was om deze live, in één opname op te nemen voor publiek. Hiervoor werd een loods omgebouwd tot televisiestudio, wat veel kosten met zich meebracht. De serie werd geproduceerd door De Leeuws eigen Marat Producties en Rinus Spoor regisseerde de serie. De muziek werd live verzorgd door een orkest onder leiding van Cor Bakker.
De serie draaide om de homoseksuele Seth (Paul de Leeuw), die woonde naast zijn tweelingzus Fiona (Olga Zuiderhoek). Seth woonde samen met Freek, een rol van Kees Prins, een Duitse homoseksueel, altijd getooid in een leren pak, die iedereen begroette met Grüss Gotti! Fiona woonde samen met haar zoon Roel, een rol van Joep Onderdelinden.
De serie ging over de strubbelingen tussen de tweeling en het woelige gevoelsleven van de twee. Zo had Seth eigenlijk het gevoel dat hij in het verkeerde lichaam geboren was, wat tot veel jaloezie leidde ten opzichte van Fiona. Fiona stortte zich na de scheiding van haar man in het wilde vrijgezellenleven, wat weer leidde tot afkeuren van haar zoon, die aan het begin van iedere aflevering een ander persoon aantrof in de badkamer.
Een groot aantal bekende Nederlanders, onder wie Maarten Spanjer, Ben Cramer en Astrid Joosten, kreeg in een van de afleveringen een bijrol.

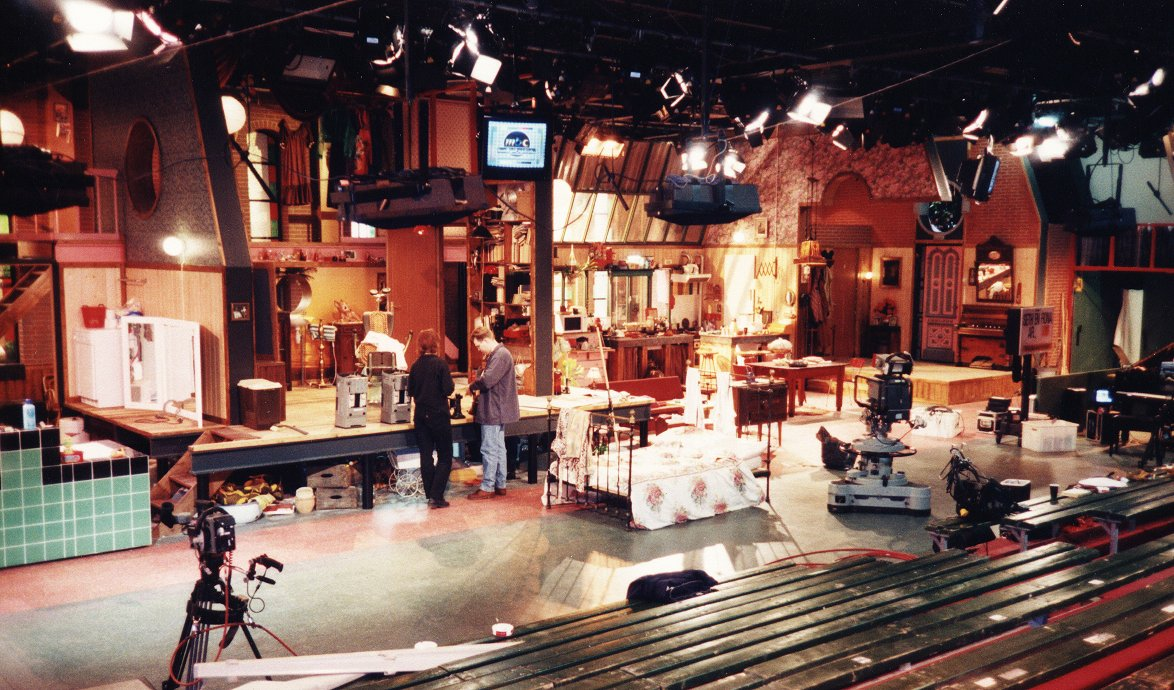
Het Seth en Fiona decor

In totaal werden voor de eerste serie elf afleveringen gemaakt. Het budget dat besteed was aan het decor verplichtte de makers eigenlijk tot het maken van een tweede reeks. Kees Prins besloot echter te stoppen met de serie, omdat hij niet wilde dat het succes van de serie hem nagedragen zou worden en hij los wilde komen van het karakter Freek. Hij was bereid om tijdens een tweede serie eventueel het personage uit de serie te laten schrijven. De Leeuw zag dit echter niet voor zich en besloot af te zien van een tweede serie.
De serie werd deels herhaald in 1997 toen Paul de Leeuw vanwege een hernia zijn werkzaamheden tijdelijk moest staken. Op de dvd-box Een kwart eeuw De Leeuw werd de aflevering 'Trouwdag' opgenomen. De serie werd vanaf 6 december 2013 herhaald op het themakanaal van de Nederlandse Publieke Omroep Best 24. De serie is tot nu toe, uitgezonderd de aflevering 'Trouwdag', niet op dvd verschenen.

## Tweede serie
Op 6 april 2008 kondigde Paul de Leeuw in de "The Day After"-uitzending van Mooi! Weer De Leeuw aan bezig te zijn met een nieuwe serie Seth & Fiona.
Bij Edwin Evers vertelde Paul dat de nieuwe serie afleveringen vanaf mei 2009 op de buis zou komen en dat alle oorspronkelijke acteurs weer hun opwachting zullen maken onder wie Kees Prins en Olga Zuiderhoek. De serie zou wederom uitgezonden worden bij de VARA en, in tegenstelling tot de eerste serie, live worden uitgezonden.
Op 24 mei 2009 maakte De Leeuw echter duidelijk in het programma Life & Cooking, dat de nieuwe serie is uitgesteld, omdat Olga Zuiderhoek ziek was en het hierdoor niet aankon. Er waren wel vier afleveringen geschreven, volgens Paul, en er zou worden gekeken of de serie in 2010 kon worden opgenomen. Dit gebeurde echter niet.

## Rolverdeling
- Paul de Leeuw - Seth de Jonge
- Olga Zuiderhoek - Fiona de Jonge
- Kees Prins - Freek Gaaikema
- Joep Onderdelinden - Roel de Jonge

## Afleveringenlijst (met originele uitzenddatum)

### Serie 1
1. Wie A zegt, moet B zeggen (7 april 1994)
2. Zo zoon zo moeder (14 april 1994)
3. 't Is iets meer...mag het? (21 april 1994)
4. Namens de Koningin, bedankt! (28 april 1994)
5. New balls please! (12 mei 1994)
6. Een kwestie van goed mikken (19 mei 1994)
7. In de holle bolle kruidentuin (26 mei 1994)
8. Trouwdag (2 juni 1994)
9. De sterke arm van Sinterklaas (9 juni 1994)
10. Tante Doris (16 juni 1994)
11. Afscheid (30 juni 1994)

## Trivia
- De achternamen van Seth en Freek zijn respectievelijk De Jonge en Gaaikema. De namen van de twee personages zijn dus een knipoog naar de conferenciers Seth Gaaikema en Freek de Jonge.
- Het karakter Freek is ook tweemaal te zien als snackbarhouder, in Paul de Leeuws speelfilm Filmpje! over Bob en Annie de Rooy.